# Zakręt (rezerwat przyrody)
Rezerwat przyrody Zakręt – rezerwat leśny w województwie warmińsko-mazurskim, w powiecie mrągowskim, w gminie Piecki, nadleśnictwie Strzałowo; niedaleko miejscowości Krutyń. Leży w granicach Mazurskiego Parku Krajobrazowego. Ochroną objęty jest krajobraz morenowy. Utworzony dla ochrony dwustuletniego boru mieszanego z trzema niewielkimi dystroficznymi jeziorkami, otoczonymi zatorfieniami, na których występują tzw. wyspy pływające.
Rezerwat został utworzony w 1957 roku na powierzchni 37,80 ha. W 1982 roku powiększono go do 105,80 ha. Obecnie podawana powierzchnia rezerwatu to 105,82 ha.
Woda w jeziorkach (dystroficzne) jest silnie zakwaszona, a one same powoli zarastają nasuwającym się na lustro wody kożuchem torfowców (pło torfowiskowe). Często, pod wpływem wiatru i fal, kożuch ten rozrywa się i płaty roślin torfowiskowych dryfują po tafli jeziora. Są to właśnie tzw. pływające wyspy.

## Flora
Wśród roślin występujących w rezerwacie na uwagę zasługuje: bagnica torfowa, turzyca bagienna, żurawina błotna, borówka bagienna zwana pijanicą, przygiełka biała oraz rosiczka okrągłolistna. Na skraju rezerwatu rośnie ok. trzystuletni Mazurski Dąb Bartny. Teren rezerwatu porasta las mieszany z ponad stuletnimi sosnami i ponad dwustuletnimi okazami dębu szypułkowego. W podszycie występuje leszczyna, jarzębina, grab, lipa oraz wawrzynek pospolity. Do roślin chronionych należą obuwik i lilia złotogłów. 

## Turystyka
W okolicach rezerwatu przebiega pieszy szlak turystyczny, zaś przez rezerwat przebiega ścieżka dydaktyczna.